# Arget (Fluss)
Der Arget ist ein Fluss in Frankreich, der im Département Ariège in der Region Okzitanien verläuft. Er entspringt unter dem Namen Fournez in den Pyrenäen, an der Nordflanke des Arize-Massivs, beim Cap du Carmil (1615 m), im südwestlichen Gemeindegebiet von Le Bosc. Der Arget entwässert generell Richtung Ostnordost durch den Regionalen Naturpark Pyrénées Ariégeoises und mündet nach rund 23 Kilometern am nördlichen Stadtrand von Foix als linker Nebenfluss in die Ariège.

## Orte am Fluss
(Reihenfolge in Fließrichtung)
- La Cabriole, Gemeinde Le Bosc
- Burret
- Serres-sur-Arget
- Saint-Pierre-de-Rivière
- Foix